# Sophoklis Venizelos

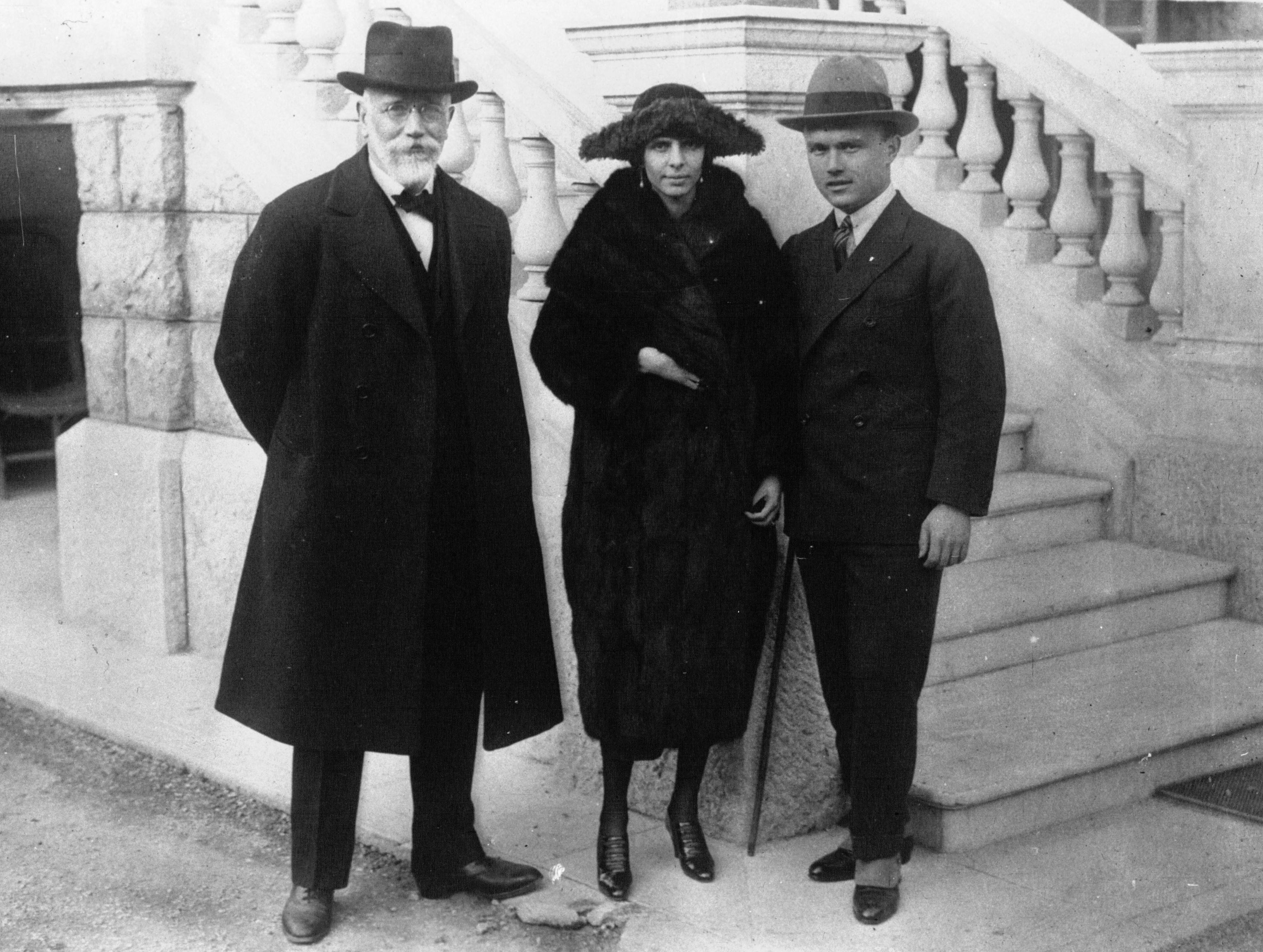
Sophoklis Venizelos in 1921 rechts met zijn vader links

Sophoklis Venizelos (Grieks: Σοφοκλής Βενιζέλος) (Chania, 3 augustus 1894 - 7 februari 1964) was een Grieks politicus en eerste minister.

## Levensloop
Venizelos werd geboren op het eiland Kreta als de tweede zoon van vooraanstaand politicus Eleftherios Venizelos.
Tijdens de Eerste Wereldoorlog en de Grieks-Turkse Oorlog diende hij bij het Griekse leger. Hij kon er opklimmen tot kapitein van de artillerie.
Nadat hij het leger verliet, stapte Venizelos in de politiek. In 1920 werd hij verkozen in het Parlement van Griekenland voor de Liberale Partij, de partij die toen door zijn vader geleid werd.
Nadat Griekenland in 1941 bezet werd door troepen uit Nazi-Duitsland, werd hij ambassadeur naar de Verenigde Staten namens de Griekse regering in ballingschap die zetelde in Caïro. In 1943 werd hij minister in deze regering onder leiding van Emmanouil Tsouderos. Van 13 tot 26 april 1944 leidde hij deze regering even.
Na het einde van de Tweede Wereldoorlog keerde Venizelos terug naar Griekenland en werd ondervoorzitter van de Liberale Partij en minister in de nieuwe regering onder leiding van Giorgos Papandreou.
In 1948 volgde hij Themistoklis Sophoulis op als leider van de Liberale Partij en werd ook minister in verschillende kortstondige liberale regeringen. Van 23 maart tot 15 april 1950 en van 21 augustus 1950 tot 1 november 1951 leidde hij zelf ook twee kortstondige liberale regeringen.
In 1954 kwam zijn jarenlange vriendschap met Papandreou in de problemen door de oprichting van de Liberale Democratische Unie. In 1958 werden de problemen opgelost en in 1961 werd Venizelos lid van Papandreous Centrumunie. Hij bleef lid van deze partij tot aan zijn dood.
Hij stierf op het passagiersschip Hellas dat van Piraeus naar Chania voer. Hij werd naast zijn vader begraven op het eiland Kreta.
- Gemeinsame Normdatei: 124972411
- International Standard Name Identifier: 0000 0000 2920 6230
- Library of Congress Control Number: n90723670
- National Archives and Records Administration: 77802952
- Système universitaire de documentation: 168723271
- Virtual International Authority File: 52636628
- WorldCat: E39PBJfMpDcGCVcYTWqrTJG4MP